# Matelea pusilliflora
Matelea pusilliflora är en oleanderväxtart som beskrevs av Louis Otho Otto Williams. Matelea pusilliflora ingår i släktet Matelea och familjen oleanderväxter. Inga underarter finns listade i Catalogue of Life.